# Platiny
Higor Inácio Platiny de Oliveira Rodrigues, conosciuto semplicemente come Platiny (Goiânia, 2 ottobre 1990), è un calciatore brasiliano, attaccante svincolato.

## Carriera
Dopo aver giocato per tre stagioni in Brasile, viene acquistato dal Feirense. Dopo aver segnato nove gol al suo debutto in Europa, passa alla squadra riserve del Braga. Nel 2015 torna al Feirense e grazie ai suoi 17 gol contribuisce alla promozione della propria squadra in Primeira Liga.

## Palmarès

### Club

#### Competizioni nazionali
- Segunda Liga: 1

Moreirense: 2022-2023